# Sanja Hrenar
Sanja Hrenar (Zagreb, 2. svibnja 1980.), hrvatska je kazališna, televizijska i filmska glumica.

## Filmografija

### Televizijske uloge
- "Stipe u gostima" kao djevojka s laptopom (2011.)
- "Mamutica" kao Marica (2009.)

### Filmske uloge
- "Narodni heroj Ljiljan Vidić" kao Milica (2015.)
- "Takva su pravila" kao medicinska sestra (2014.)
- "Šuma summarum" kao Nikolina (2010.)
- "Neke druge priče" kao gost na partiju #3 (2010.)
- "Nebo, sateliti" kao prevoditeljica (2000.)
- "Ništa od sataraša" (2000.)

### Sinkronizacija
- "Space Jam: Nova legenda" kao Čiči (2021.)
- "Superknjiga" kao Luka (2016. – 2020.)
- "Robinson Crusoe: Otkrijte pravu priču iza legende" (2016.)
- "Žak i Kvak" kao Žak (2016.)
- "Moj mali poni: Prijateljstvo je čarobno" kao Applejack (Demo DVD) (2011.)
- "Zvončica" (2008.)
- "Yu-Gi-Oh!: Dvoboj čudovišta" kao Rebecca (2006.)
- "Zov divljine" kao Mama Hipo (2006.)
- "Tarzan" (2005.)
- "O mačkama i psima" (2001.)
- "Ben 10" kao Ben
- "Ed, Edd i Eddy" kao Sara, Maja Horvat
- "X-Men" kao Rogue
- "Voljeni doktor Martini" kao Alice
- "Dexterov laboratorij" kao Dee Dee
- "Jagodica Bobica" kao Perlica

## Vanjske poveznice
- Sanja Hrenar u internetskoj bazi filmova IMDb-u (engl.)
- Stranica na Kazalište Trešnja.hr